# 小林ヒデタケ
小林 ヒデタケ（こばやし ひでたけ、11月28日 - 2021年8月）は、日本の脚本家、演出家、俳優。東京都出身。イルカ団!所属。俳優としては藤プロダクション所属。

## 経歴
1988年、丹波道場に入所。90年よりプロダクション丹波道場所属。1991年に劇団21世紀FOXに入団。『PICTURE BOOKS』に出演後、退団。パルコ劇場主催ドラマスクール木野花組に参加。
1995年にイルカ団！を旗揚げし脚本家、演出家としての活動を始める。『ラフカット98』の脚本を執筆した鷺沢萠と演劇プロデュースチームを結成。
2004年4月、鷺沢萠プロデュース公演『ウェルカム・ホーム!』準備期間に鷺沢萠が亡くなり、脚本の続きを執筆し上演。2009年、別ユニットRATATATTAT!を旗揚げ。2011年より関根俊夫に師事しシナリオを学ぶ。2013年、インターネットテレビ『中野TV』の設立に参加し、プロデューサー、構成、演出などを担当する。2015年より日本劇作家協会会員となっている。2020年、千本桜ホール36周年記念 劇団No.1決定戦 劇団EXPO2020オンラインに「Q.T!!」の再演で参加し、総合グランプリを受賞。

## 脚本・演出[7]

### イルカ団!
- ためらい傷の男
- おどり場の男
- ししおどしの男
- 印象主義
- 箸休め
- ブレーキ
- デザート
- 黒人和尚
- パーティー
- マーブル
- Rendez-vous
- Juice
- Rendez-vous Ver.2
- Brake Ver.2
- デザート Ver.2
- C.R.E.A.M
- ウェルカム・ホーム！&ばら色の人生[8]
- Q.T!!（千本桜ホール36周年記念 劇団No.1決定戦 劇団EXPO2020 総合グランプリ受賞）[9]
- MASQUE D'OR -黄金仮面-（第3回江戸まち たいとう芸楽祭参加作品）[10]

### RATATATTAT!
- Rendez-vous Ver.3
- Fish Tale!
- ICQ!
- C.R.E.A.M!!
- extra edition Vol.1 R.I.P!
- DOUBLE BILL!
- DOUBLE BILL!2ND!
- DOUBLE DECKER!
- DOUBLE DECKER!2ND!
- ARSÈNE LUPIN “et Sonia!”＆“en Prison!”[11]
- DRACULA“Dies irae!”＆“Lacrimosa!”[12]
- ARSÈNE LUPIN 2e “le RETOUR D'”＆“et CLARISSE”[13]
- Chick-flick!!“Capeshit!” ＆ “For a song!”[14]
- “C.R.E.A.M.!!!!”+“G.O.A.T.! ”[15]
- ARSÈNE LUPIN 3e “et DEUX SOURIRES”＆“vs GANIMARD”[16]
- GRAND GUIGNOL “La Machine” ＆ “Le Fantôme de” [17]
- LUEUR DORÈE ARSÈNE LUPIN4e “la BLONDE -金髪婦人-” ＆ “MASQUE D'OR -黄金仮面-”[18]

### 鷺沢萠プロデュース公演
- ばら色の人生
- ビューティフル・ネーム
- ウェルカム・ホーム！

### その他
- Cherokeemart『RUSH』
- カリカンヂ『ふんわり』
- サパ『水爆の1000倍』
- Msquare's company/ウッディシアター中目黒十周年記念公演『ウェルカム・ホーム！』
- take-in『ScrewYou!』
- シアターKASSAI企画公演　クジカン×キカク『ばら色の人生』

### 出版
- 文藝 2003春号 河出書房新社
- 鷺沢萠戯曲集「ばら色の人生」[19]共著 解説 作品社

### ネットテレビ
- 中野TV 『演劇×ボクシング　コロッセオ！』

### ネットラジオ
- 東京ネットラジオ　『ゲネラールプローベ』[20]

## 主な出演

### 舞台
- PICTURE BOOKS/劇団21世紀FOX（脚本：北村想、演出：肝付兼太）
- ラフカット98「バラ色の人生」/プラチナペーパーズ[21]（脚本：鷺沢萠演出：高橋いさを）
- 星女郎/パルコプロデュース（原作：泉鏡花、脚本：渡辺えり、演出：朝倉摂）
- 虻一万匹/マグネシウムリボン（脚本・演出：塚本健一）
- セラヴィ/ラ・リュシュ（脚本・演出：吉住太日志）

### 映画
- 大霊界　死んだらどうなる
- 大霊界2　死んだらおどろいた
- 夢（黒澤明監督）
- ウォータームーン
- 少年時代
- あうん
- 遥かなる甲子園
- 惨殺せよ!切なきものそれは愛
- ボクが病気になった理由
- ゴジラvsビオランテ
- 地獄（石井輝男監督）

### テレビ
- 春日局（NHK大河ドラマ）
- 翔ぶが如く（NHK大河ドラマ）
- 太平記（NHK大河ドラマ）
- びいどろで候
- 不熟につき
- 超人刑事シュワッチ
- ホテル
- ザ・刑事
- 森村誠一の死叉路

### Vシネマ
- 巨乳ハンター2 アドベンチャー・サマー

### CM
- JR東海

### その他
- 鷺沢萠トークライブMC[22]
- 魔女っ子単独ライブ